# Бантке, Самуил Самуилович
Самуи́л Самуи́лович Ба́нтке (журнальные публикации подписывал также псевдонимом Семён Рубан; 17 декабря 1898, Кишинёв, Бессарабская губерния — 4 февраля 1938, Ленинград, СССР) — советский историк, участник Гражданской войны.

## Биография
Родился 17 декабря 1898 года в Кишинёве в семье парикмахера. В 1909—1917 годах учился на стипендии в Кишинёвском коммерческом училище.
В 1917 году вступил в РCДРП(б). В апреле 1917 года возглавил «Союз учащихся» в Кишинёве. В 1918 году примкнул к Красной армии, был комиссаром Первой Особой Бессарабской бригады, председателем совета солдатских депутатов. В декабре 1918 года был направлен на парийную работу в Харьков, затем до марта 1919 года состоял членом отдела военных зготовок Коллегии в Киеве. В конце августа 1919 года постановлением Бессарабского обкома РКП(б) был нелегально направлен в ставшую румынской Бессарабию, где руководил идеологической работой Бессарабского обкома РКП(б), уже через месяц был арестован сигуранцей и заключён в тюрьму Дофтана, где провёл 2 года и 7 месяцев. Освобождён 22 января 1922 года и вновь включился в подпольную работу, но в июне того же года бежал в СССР и был направлен на учёбу во вторую лекторскую группу Коммунистического университета имени Я. М. Свердлова. С осени 1923 года преподавал на Курсах уездных работников при ЦК ВКП(б) в Москве. В 1924 году окончил Коммунистический университет имени Я. М. Свердлова.
В 1924—1925 годах — редактор криворожской окружной газеты «Красный горняк», заведующий агитпропом криворожского окружного комитета КП(б)У и преподаватель Криворожского педагогического института[уточнить] в Кривом Роге.
В 1925 году переведён в Николаев, в 1926 году был преподавателем по курсу истории на Всеукраинских курсах преподавателей-пропагандистов в Киеве. В 1926—1930 годах учился в аспирантуре на историческом отделении при Институте красной профессуры под руководством М. Н. Покровского и Н. М. Лукина.
С 1927 года был председателем кафедры Всеобщей истории в Коммунистическом университете трудящихся Востока имени И. В. Сталина. В 1928 году, вместе с В. М. Далиным и своим научным руководителем Н. М. Лукиным, два месяца стажировался в Париже.
В 1928—1930 годах — декан исторического отделения и член бюро ячейки ВКП(б) в Институте красной профессуры. В 1930 году назначен заведующим кафедрой истории Института красной профессуры, с февраля 1935 года — директор Института истории Ленинградского отделения Коммунистической академии. Был активистом Общества бессарабцев в СССР. Одновременно преподавал новую историю на курсах марксизма-ленинизма при ЦК ВКП(б) и в Международной ленинской школе при Коминтерне, с 1931 года — заместитель заведующего сектором истории Коминтерна в Институте В. И. Ленина. До 1935 года также преподавал в Институте марксизма-ленинизма.
В феврале 1935 года назначен директором Института ленинградского отделения Коммунистической академии и руководителем кафедры новой истории Ленинградского института Красной профессуры. В 1936 году назначен руководителем группы новой истории Ленинградского отделения Института истории Академии наук СССР и с февраля того же года — председателем кафедры новой истории в Школе пропагандистов.
Арестован 22 ноября 1937 года. Осуждён к ВМН Комиссией наркома НКВД и Прокурора СССР 24 января 1938 года по обвинению в «шпионаже в пользу румынской разведки». Расстрелян 4 февраля 1938 года. Предположительное место захоронения — спецобъект УНКВД Ленинградской области «Левашово». Реабилитирован посмертно.
Автор ряда работ по истории революционного движения в России, Молдавии (Хотинское восстание), Франции, Италии и Германии. Монография «Борьба за создание Коммунистической партии Франции» была опубликована в 1936 году; отрывки из второй части данного исследования были опубликованы уже после реабилитации С. С. Бантке. Воспоминания о подпольной работе в Бессарабии «В гробу Дофтаны» вышли в 1927 году. Был одним из составителей сборника «Письма деятелей Первого Интернационала в дни Коммуны 1871 года» (Москва: Партиздат, 1933).
С 1932 года был членом редколлегии научно-популярного исторического журнала «Борьба классов», редактор и постоянный автор журнала «Красная Бессарабия».

## Семья
- Жена (с 1923 года) — историк Софья Моисеевна Коптиевская (1902—1983), в годы Гражданской войны служила в разведуправлении реввоенсовета Второй конной армии, затем — по направлению закордонного отдела ЦК КП(б)У на разведывательной работе в Бессарабии (Кишинёв), возвратилась на родину в 1922 году; с 1931 года заведующая кафедрой истории СССР областного Коммунистического университета Москвы и заведующая исторической редакцией Партиздата; выслана в Омутнинск 22 мая 1938 года. С 1944 года — заведующая кафедрой истории Владимирского государственного учительского института имени П. И. Лебедева-Полянского. Кавалер ордена Красной Звезды[14].
  - Дочь — Нинель Самуиловна Бантке (1924—2001), инженер, мемуаристка.
- Сёстры — Мария Самуиловна Бантке и Екатерина Самуиловна Бантке[15].

## Книги
- В гробу Дофтаны (П. Д. Ткаченко, Макс Гольдштейн[англ.], Осип Горбачёв). М.—Л.: Молодая гвардия, 1927 (переиздана в сборнике «Памяти С. С. Бантке», Кишинёв: Картя молдовеняскэ, 1970).
- Германские коммунисты в борьбе за массы. М., 1927.
- 10 лет борьбы против румынских бояр: К десятилетию оккупации Бессарабии 26 января 1918 г. — 26 января 1928 г. Л.—М.: Московский рабочий, 1928.
- Семён Рубан. Бессарабская молодёжь под сапогом румынского жандарма. Балта: Госиздат Молдавии, 1928.
- Письма деятелей Первого Интернационала в дни Коммуны 1871 г. М.: Партиздат, 1933.
- Борьба большевиков за создание Коммунистического Интернационала: материалы и документы 1914—1919 гг. (составитель). М.: Партиздат, 1934.
- Борьба за создание коммунистической партии Франции. Часть 1 — Циммервальдское движение во Франции в годы мировой войны 1914—1918 гг. М.: Партиздат, 1936.
- 20-летие Комратской республики в Бессарабии. В сборнике «Памяти С. С. Бантке». Кишинёв: Картя молдовеняскэ, 1970.

## Публикации
- Петровская реформа в освещении Соловьёва. Историк-марксист, № 13, 1923.
- Хотин в огне восстания: 1919—1929 гг. Сборник посвящённый десятилетию Хотинского восстания. Под ред. Семёна Рубана. М.: Центральный Совет Общества бессарабцев, 1929.
- История Коминтерна. Вып. 1—5. Редактор С. С. Бантке. М.: Огиз «Московский рабочий», 1931.
- Вопросы гражданской истории. Ответственный редактор С. С. Бантке. Л.: Соцэкгиз — Ленинградское отделение, 1935.
- Задачи и программа курса Новой истории: Лекция т. Бантке, С. С., прочит. 8/IV-1936 г. Л.: Школа пропагандистов при Ленинградском областном и городском комитете ВКП(б), 1936.
- Воссоединение Италии: Стенограмма лекции тов. Бантке, С. С., прочит. 7 июня 1936 года. Л.: Школа пропагандистов при Ленинградском областном и городском комитете ВКП(б), 1936.
- Франция в период 1870—1890 гг. Л.: Школа пропагандистов при Ленинградском областном и городском комитете ВКП(б), 1936.